# Adalberto di Baviera (storico)
Adalberto di Baviera, il cui nome completo era Adalberto Alfonso Maria Ascensione Antonio Uberto Giuseppe omnes sancti (Monaco di Baviera, 3 giugno 1886 – Monaco di Baviera, 29 dicembre 1970), è stato uno storico, scrittore e ambasciatore tedesco in Spagna, membro della Casa reale bavarese dei Wittelsbach.

## Biografia

### Infanzia e gioventù
Adalberto nacque nel castello di Nymphenburg, a Monaco di Baviera; egli era il secondo figlio del principe Ludovico Ferdinando di Baviera e della moglie, l'infanta Maria de la Paz di Borbone-Spagna.
Come la maggior parte dei suoi pari, dopo il secondo ciclo di educazione, egli entrò nell'esercito bavarese e servì come ufficiale durante la prima guerra mondiale; egli faceva parte dell'artiglieria, iniziando la sua carriera come comandante di batteria ed in seguito divenne generale presso lo Stato Maggiore generale tedesco e ufficiale di cavalleria sui fronti Orientale ed Occidentale.

### Anni 1920, 1930 e 1940
Dopo la sconfitta tedesca del 1918, il principe Adalberto abbandonò la carriera militare ed iniziò a dedicarsi allo studio della storia presso la Ludwig-Maximilians-Universität di Monaco, pubblicando in seguito numerose opere di storia reale e bavarese. Lo scoppio della seconda guerra mondiale costrinse Adalberto a rientrare nei ranghi dell'esercito e prese servizio come ufficiale alle direttive dell'amico di famiglia Wilhelm, ritter von Leeb. Con l'Armata Gruppo C egli prese parte all'invasione della Francia, ma il suo ritorno nell'esercito fu di breve durata. Agli inizi del 1941 il Principe fu infatti sollevato da tutti i suoi doveri bellici come risultato del cosiddetto Prinzenerlass; con questo decreto, Adolf Hitler ordinò di proibire a tutti i membri delle ex famiglie regnanti di unirsi o partecipare a qualunque operazione militare della Wehrmacht. In seguito, nel maggio 1941, Adalberto fu espulso dall'esercito e si ritirò con la famiglia nel castello di Hohenschwangau, nella Baviera meridionale, dove visse fino alla fine del conflitto.

### Secondo dopoguerra
Dopo la guerra egli lavorò per un breve periodo per l'ufficio della Croce Rossa bavarese; nel 1952 Konrad Adenauer lo nominò ambasciatore della Repubblica Federale Tedesca in Spagna e mantenne tale carica fino al 1956.

## Matrimonio
Il 12 giugno 1919, a Salisburgo, il principe Adalberto sposò la contessa Augusta di Seefried di Buttenheim (Znojmo, 20 giugno 1899 – Monaco, 21 gennaio 1978), figlia del conte Otto e della principessa Elisabetta Maria di Baviera. La coppia ebbe due figli:
- Costantino (15 agosto 1920–30 luglio 1969), sposò in prime nozze la principessa Maria Aldegonda di Hohenzollern-Sigmaringen e, ottenuto l'annullamento del primo matrimonio, si sposò con la contessa Elena di Khevenhüller-Metsch;
- Alessandro (12 giugno 1923-6 maggio 2001).

## Morte
Il principe Adalberto di Baviera morì il 29 dicembre 1970 a Monaco di Baviera ed è sepolto nel cimitero dell'abbazia di Andechs.

## Opere
Adalberto pubblicò le seguenti opere:
- Das Ende der Habsburger in Spanien (2 volumi), Bruckmann, Monaco di Baviera, 1929
- Vier Revolutionen und einiges dazwischen. Siebzig Jahre aus dem Leben der Prinzessin Ludwig Ferdinand von Bayern, Infantin von Spanien, Hans Eder Verlag, Monaco di Baviera, 1932
- An Europas Fürstenhöfen. Lebenserinnerung der Infantin Eulalia von Spanien 1864-1931, Robert Lutz Nachfolger Otto Schramm, Stoccarda, 1936
- Eugen Beauharnais. Der Stiefsohn Napoleons. Ein Lebensbild, Propyläen, Berlino, 1940
- Nymphenburg und seine Bewohner, Oldenbourg, Monaco di Baviera, 1949
- Max I. Joseph von Bayern. Pfalzgraf, Kurfürst und König, Bruckmann, Monaco di Baviera, 1957
- Die Herzen der Leuchtenberg. Chronik einer napoleonisch-bayerisch-europäischen Familie, Prestel, Monaco di Baviera, 1963
- Der Herzog und die Tänzerin. Die merkwürdige Geschichte Christians IV. von Pfalz-Zweibrücken und seiner Familie, Pfälzische Verlagsanstalt, Neustadt/Weinstraße, 1966
- Als die Residenz noch Residenz war, Prestel, Monaco di Baviera, 1967
- Die Wittelsbacher. Geschichte unserer Familie, Prestel, Monaco di Baviera, 1979
- Erinnerungen 1900-1956, Langen-Müller, Monaco di Baviera, 1991

## Antenati
|                                      |                                      |                                       | Genitori                         |  |  | Nonni |  |  | Bisnonni              |  |  | Trisnonni                          |  |
|                                      |                                      |                                       |                                  |  |  |       |  |  | Ludovico I di Baviera |  |  | Massimiliano I Giuseppe di Baviera |  |
|                                      |                                      |                                       |                                  |  |  |       |  |  | Ludovico I di Baviera |  |  | Massimiliano I Giuseppe di Baviera |  |
|                                      |                                      | Augusta Guglielmina d'Assia-Darmstadt |                                  |  |  |       |  |  | Ludovico I di Baviera |  |  |                                    |  |
| Adalberto di Baviera                 |                                      |                                       |                                  |  |  |       |  |  | Ludovico I di Baviera |  |  |                                    |  |
|                                      |                                      | Teresa di Sassonia-Hildburghausen     | Federico di Sassonia-Altenburg   |  |  |       |  |  |                       |  |  |                                    |  |
|                                      |                                      | Teresa di Sassonia-Hildburghausen     | Federico di Sassonia-Altenburg   |  |  |       |  |  |                       |  |  |                                    |  |
|                                      |                                      | Teresa di Sassonia-Hildburghausen     | Carlotta di Meclemburgo-Strelitz |  |  |       |  |  |                       |  |  |                                    |  |
| Ludovico Ferdinando di Baviera       |                                      | Teresa di Sassonia-Hildburghausen     |                                  |  |  |       |  |  |                       |  |  |                                    |  |
|                                      |                                      | Francesco di Paola di Borbone-Spagna  | Carlo IV di Spagna               |  |  |       |  |  |                       |  |  |                                    |  |
|                                      |                                      | Francesco di Paola di Borbone-Spagna  | Carlo IV di Spagna               |  |  |       |  |  |                       |  |  |                                    |  |
|                                      |                                      | Francesco di Paola di Borbone-Spagna  | Maria Luisa di Borbone-Parma     |  |  |       |  |  |                       |  |  |                                    |  |
| Amalia Filippina di Borbone-Spagna   |                                      | Francesco di Paola di Borbone-Spagna  |                                  |  |  |       |  |  |                       |  |  |                                    |  |
|                                      |                                      | Luisa Carlotta di Borbone-Due Sicilie | Francesco I delle Due Sicilie    |  |  |       |  |  |                       |  |  |                                    |  |
|                                      |                                      | Luisa Carlotta di Borbone-Due Sicilie | Francesco I delle Due Sicilie    |  |  |       |  |  |                       |  |  |                                    |  |
|                                      |                                      | Luisa Carlotta di Borbone-Due Sicilie | Maria Isabella di Borbone-Spagna |  |  |       |  |  |                       |  |  |                                    |  |
| Adalberto di Baviera                 |                                      | Luisa Carlotta di Borbone-Due Sicilie |                                  |  |  |       |  |  |                       |  |  |                                    |  |
|                                      | Francesco di Paola di Borbone-Spagna | Carlo IV di Spagna                    |                                  |  |  |       |  |  |                       |  |  |                                    |  |
|                                      | Francesco di Paola di Borbone-Spagna | Carlo IV di Spagna                    |                                  |  |  |       |  |  |                       |  |  |                                    |  |
|                                      | Francesco di Paola di Borbone-Spagna | Maria Luisa di Borbone-Parma          |                                  |  |  |       |  |  |                       |  |  |                                    |  |
| Francesco d'Assisi di Borbone-Spagna | Francesco di Paola di Borbone-Spagna |                                       |                                  |  |  |       |  |  |                       |  |  |                                    |  |
|                                      |                                      | Luisa Carlotta di Borbone-Due Sicilie | Francesco I delle Due Sicilie    |  |  |       |  |  |                       |  |  |                                    |  |
|                                      |                                      | Luisa Carlotta di Borbone-Due Sicilie | Francesco I delle Due Sicilie    |  |  |       |  |  |                       |  |  |                                    |  |
|                                      |                                      | Luisa Carlotta di Borbone-Due Sicilie | Maria Isabella di Borbone-Spagna |  |  |       |  |  |                       |  |  |                                    |  |
| Maria de la Paz di Borbone-Spagna    |                                      | Luisa Carlotta di Borbone-Due Sicilie |                                  |  |  |       |  |  |                       |  |  |                                    |  |
|                                      |                                      | Ferdinando VII di Spagna              | Carlo IV di Spagna               |  |  |       |  |  |                       |  |  |                                    |  |
|                                      |                                      | Ferdinando VII di Spagna              | Carlo IV di Spagna               |  |  |       |  |  |                       |  |  |                                    |  |
|                                      |                                      | Ferdinando VII di Spagna              | Maria Luisa di Borbone-Parma     |  |  |       |  |  |                       |  |  |                                    |  |
| Isabella II di Spagna                |                                      | Ferdinando VII di Spagna              |                                  |  |  |       |  |  |                       |  |  |                                    |  |
|                                      |                                      | Maria Cristina di Borbone-Due Sicilie | Francesco I delle Due Sicilie    |  |  |       |  |  |                       |  |  |                                    |  |
|                                      |                                      | Maria Cristina di Borbone-Due Sicilie | Francesco I delle Due Sicilie    |  |  |       |  |  |                       |  |  |                                    |  |
|                                      |                                      | Maria Cristina di Borbone-Due Sicilie | Maria Isabella di Borbone-Spagna |  |  |       |  |  |                       |  |  |                                    |  |
|                                      |                                      | Maria Cristina di Borbone-Due Sicilie |                                  |  |  |       |  |  |                       |  |  |                                    |  |